# Одд из Междуречья
Одд из Междуречья (умер в 965) — исландский аристократ, влияние которого распространялось на всё побережье Городищенского фьорда, герой ряда «саг об исландцах».
Одд из Междуречья был сыном Энунда Широкобородого и Торлауг/Гейрлауг, внуком исландских первопоселенцев Одда из Крамы и Тормода Старого. Он жил в усадьбе Широкое Жильё и считался одним из самых знатных и могущественных хёвдингов Исландии; его влияние распространялось на всё побережье Городищенского фьорда (Боргарфьорда). Одд был женат на Йорунн. В этом браке родились двое сыновей и три дочери: Тородд, Торвальд, Оддфрид, Турид (жена Свартхёвди, сына Бьёрна Золотоноши) и Халльгерд, жена Халльбьёрна, сына Одда с Козлиной Горы.
Одд фигурирует в целом ряде «саг об исландцах». В частности, в «Саге о Курином Торире» он является одним из главных героев. Рассказчик характеризует Одда как человека жестокого и склонного к самоуправству, но при этом как положительного персонажа.